# 野中図洋和
野中 図洋和（のなか とよかず、1945年（昭和20年）8月 - ）は、大阪府出身の、日本の音楽家・指揮者。陸上自衛官。大阪音楽大学卒業。

## 人物・来歴
1969年（昭和44年）4月に音楽科幹部要員として入隊。第3音楽隊長、中部方面音楽隊長、中央音楽隊副隊長を経て、1986年（昭和61年）11月から1992年（平成4年）8月まで第9代中央音楽隊長（2等陸佐）を務めた。その後、陸上幕僚監部教育訓練部（音楽行政担当）勤務を経て、1995年（平成7年）8月に第11代中央音楽隊長（1等陸佐）に就任。中央音楽隊長として2代計15年の長きに亘り、昭和天皇の大喪の礼、明仁天皇の即位の礼、長野オリンピックなどに参加し、陸上自衛隊の広報活動に精力的に貢献した。
2005年（平成17年）4月1日、その功績により陸将補に特別昇任し、同日付で退官した。三自衛隊の音楽隊長で将官に昇任した初の人物である。退官後は、社団法人日本吹奏楽指導者協会（JBA）副会長 兼 生涯学習・社会教育委員長に就任し、吹奏楽指導者として後進の育成にあたっている。
2017年4月、平成29年春の叙勲にて瑞宝小綬章を受章。